# Pontiac (automobile)
Pour les articles homonymes, voir Pontiac.
Pontiac est un constructeur automobile fondé en 1926 et disparu en 2010, autrefois Oakland issu du groupe General Motors.
Ce nom fait référence à Pontiac, un grand chef autochtone de la tribu des Outaouais. En effet, Pontiac est le nom d'un quartier de Détroit, ville d'origine de cette entreprise.
Les voitures de cette marque sont essentiellement adaptées pour l'Amérique du Nord. Son image sportive repose sur des modèles comme la Pontiac Grand Prix qui court en championnat NASCAR.
Pontiac est connu pour ses voitures à la fois élégantes et sportives, commencée par l'inauguration des « muscle cars » avec sa célèbre « GTO ».
Le 27 avril 2009, sur les recommandations du gouvernement américain, General Motors annonce l'arrêt des activités de la marque qui engendre du même coup la fermeture de 40 % des concessionnaires automobile du groupe. La dernière Pontiac américaine, une G6, a été produite le 25 novembre 2009 dans l'usine d'Orion (Michigan), ne laissant en production que la petite compacte G3, produite en Corée du Sud pour le marché canadien, jusqu'en décembre 2009.

## Histoire

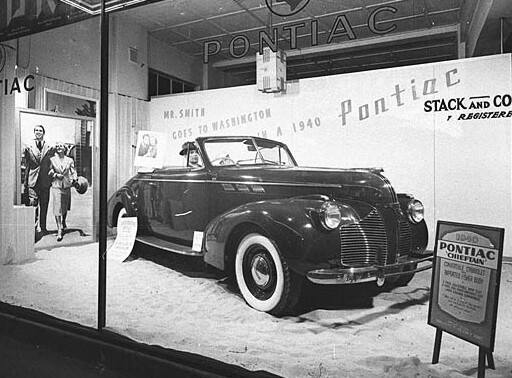
Stand Pontiac en Australie en 1940.

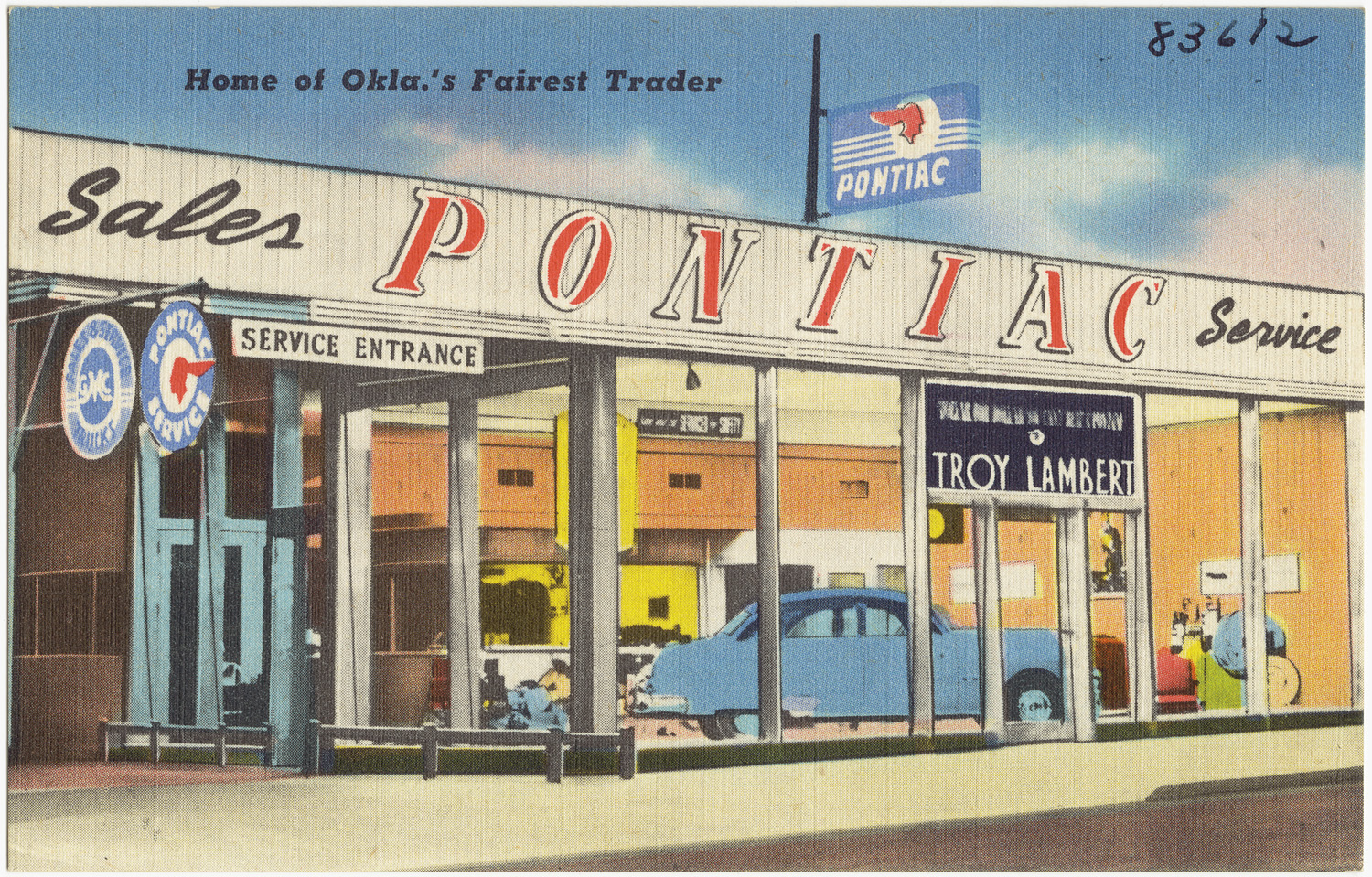
Un concessionnaire Pontiac à Oklahoma (États-Unis) dans les années 1950.

Le premier modèle est sorti en 1926, créé sous les auspices de General Motors. Dès la première année, 75 000 exemplaires ont été vendus. La crise de 1929 touche profondément la marque, mais elle renoue avec le succès dans les années 1930 avec des voitures huit-cylindres à l'allure « chic » mais avec des tarifs « bon marché ».
Après la guerre, la production repart avec des succès comme la Star Chief. Dans les années 1950, Pontiac investit dans les courses automobiles. En 1964, Pontiac sort son modèle le plus célèbre, la GTO, première de la nouvelle niche des « muscle cars », qui va permettre aux Américains d'accéder à des modèles puissants proposés à des prix abordables.
Avec la crise pétrolière, les années 1970 sont plus difficiles pour le constructeur malgré son nouveau modèle sportif Trans Am sorti en 1969. Les années 1980 connaissent une diversification dans des modèles plus familiaux, comme la Pontiac J2000 (plus tard nommée 2000, puis Sunbird et finalement Sunfire) basée sur la nouvelle plate-forme J de GM. En 1984, Pontiac lance la Fiero, un petit coupé sport 2 places a moteur central. Une minivan, la Trans Sport, fut introduite en 1990.
Le 30 août 2002, Pontiac arrête la production des Firebirds et Trans-Am pour cause de baisse des ventes des coupés sportifs au tournant du millénaire. Ces modèles seront remplacés en 2004 par une nouvelle GTO, basée sur la Holden Monaro australienne. La nouvelle GTO connaitra un succès mitigé et sera arrêtée 2 ans plus tard. En 2003, Pontiac introduit une petite voiture à hayon produite en collaboration avec Toyota, la Vibe. En 2004, une refonte de l'image de marque se dessine : les nouveaux modèles sont à présent identifiés par la lettre G, suivie par un chiffre qui situe le modèle dans la hiérarchie de la marque. Le premier modèle à subir ce sort sera la Grand-Am, qui est renommée G6 lors de sa refonte. Certains modèles échappent toutefois à cette désignation, comme la Vibe, le Torrent et la Solstice.
La crise générale de l'automobile américaine oblige General Motors à annoncer l'arrêt de toute production de Pontiac en avril 2009. La dernière Pontiac, une G6 blanche année modèle 2010, a été construite dans l'usine de Orion Township le 25 novembre 2009. Pontiac est devenue la deuxième marque que General Motors a éliminé en six ans, l'autre étant Oldsmobile en 2004.

## Modèles anciens
- Pontiac 2+2 (1964-1970)
- Pontiac 2000 Sunbird (1983-1984)
- Pontiac 6000 (1982-1991)
- Pontiac Acadian (1976-1987, Canada)
- Pontiac Astre (1975-1977 ; 1973-1977 Canada)
- Pontiac Aztek (2001-2005)
- Pontiac Bonneville (1957-2005) ; et le concept car Pontiac Bonneville Special (1954)
- Pontiac Catalina (1959-1981)
- Pontiac Chieftain (1950-1958)
- Pontiac Custom S (1969)
- Pontiac De-Luxe (1937)
- Pontiac Executive (1967-1970)
- Pontiac Fiero (1984-1988)
- Pontiac Firebird (1967-2002) Chevrolet Camaro rebadgé.
- Pontiac Firefly (1985-2001, Suzuki Swift rebadgée, Canada)
- Pontiac Grand Am (1973-1975, 1978-1980, 1985-2006)
- Pontiac Grand Prix (1962-2008)
- Pontiac Grand Safari (1971-1977)
- Pontiac Grand Ville (1971-1975)
- Pontiac Grande Parisienne (1966-1969, Canada)
- Pontiac Phantom ou General Motors Phantom, concept car de 1977.
- Pontiac GTO (1964-1974, 2004-2006). Fruit de Holden qui le vend sous le nom de Holden Monaro.
- Pontiac J2000 (1982)
- Pontiac Laurentian (1955-1981, Canada)
- Pontiac LeMans (1962-1981, 1989-1994)
- Pontiac Montana (1999-2004)
- Montana SV6 (2004-2009), clone des Chevrolet Uplander, et feu Buick Terraza et Saturn Relay.
- Pontiac Parisienne (1983-1986 ; 1958-1986, Canada)
- Pontiac Pathfinder (1953-1958, Canada)
- Pontiac Phoenix (1977-1984)
- Pontiac Pursuit (2005-2006, Canada)
- Pontiac Safari (1955-1989)
- Pontiac Silver Streak
- Pontiac Star Chief (1954-1966)
- Pontiac Star Chief Executive (1966)
- Pontiac Strato-Chief (1955-1970, Canada)
- Pontiac Streamliner
- Pontiac Sunbird (1975-1980, 1985-1994)
- Pontiac Sunburst (1985-1989)
- Pontiac Sunfire (1995-2005)
- Pontiac Sunrunner (1994-1997, Geo Tracker rebadgé, Canada)
- Pontiac Super Chief (1957-1958)
- Pontiac T1000 (1981-1987)
- Pontiac Tempest (1961-1970, 1987-1991, Canada)
- Pontiac Torpedo
- Pontiac Torrent (2005-2009). Chevrolet Equinox rebadgé.
- Pontiac Trans Am (1969-2002) Chevrolet Camaro rebadgé.
- Pontiac Trans Sport (1990-1998)
- Pontiac Ventura (1960-1970, 1973-1977)
- Pontiac Ventura II (1971-1972)
- Pontiac Vibe (2003-2008) pour la première génération. Fruit de Toyota qui le vend sous le nom de Toyota Matrix et de Toyota Voltz.

## Gamme finale

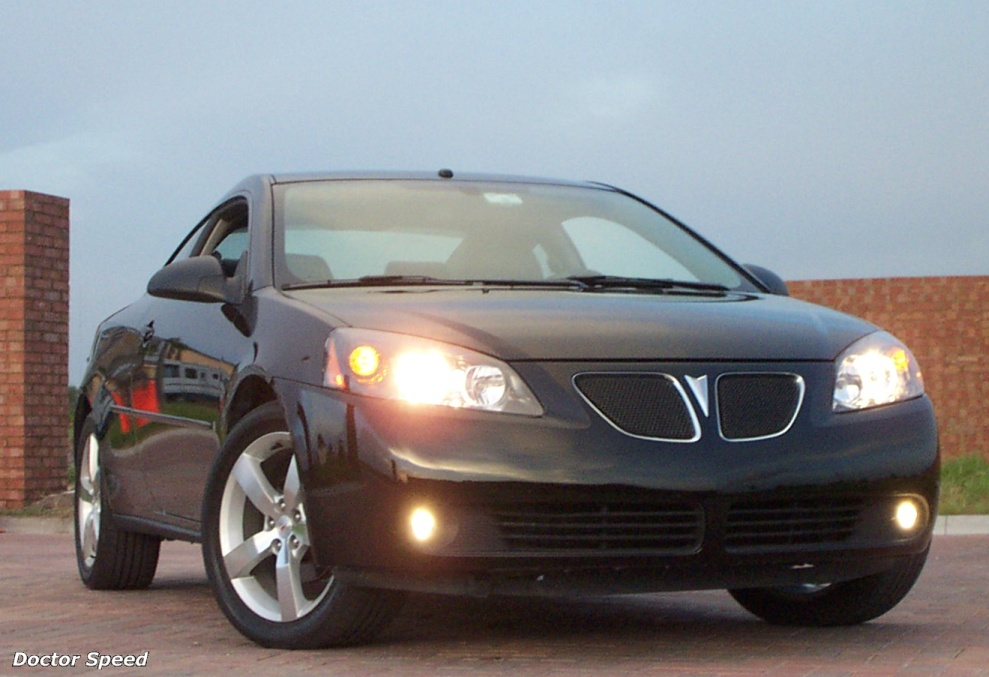
Pontiac G6 GTP coupe (2006).

### États-Unis
- Pontiac G3 (2009). Fruit de Daewoo qui le vend sous le nom de Daewoo Kalos.
- Pontiac Vibe deuxième génération début 2008. Fruit de Toyota qui le vend sous le nom de Toyota Matrix.
- Pontiac G5 (2005-2009), Chevrolet Cobalt coupé rebadgé.
- Pontiac G6 (2004-2009). Existe en berline, en coupé et en coupé-cabriolet.
- Pontiac G8 (2008-2009). Fruit de Holden qui le vend sous le nom de Holden Commodore.
- Pontiac Solstice (2005-2009). Clone du Saturn Sky, de l'Opel GT et de la Daewoo G2X.

### Canada
- Pontiac Wave, puis G3 Wave, puis G3 (2005-2010). Fruit de Daewoo qui le vend sous le nom de Daewoo Kalos.
- Pontiac Vibe deuxième génération début 2008. Fruit de Toyota qui le vend sous le nom de Toyota Matrix.
- Pontiac G5 (2005-2010), Chevrolet Cobalt rebadgée. Existe en berline et en coupé.
- Pontiac G6 (2004-2009). Existe en berline, en coupé et en coupé-cabriolet.
- Pontiac G8 (2008-2009). Fruit de Holden qui le vend sous le nom de Holden Commodore.
- Pontiac Solstice (2005-2009). Clone du Saturn Sky, de l'Opel GT et de la Daewoo G2X.

### Mexique
- Pontiac Matiz G2 Chevrolet Matiz rebadgée.
- Pontiac G3 (2008-2010). Fruit de Daewoo qui le vend sous le nom de Daewoo Kalos.
- Pontiac G5 (2005-2010), Chevrolet Cobalt rebadgée. Existe en berline et en coupé.
- Pontiac G6 (2004-2010). Existe uniquement en berline.
- Pontiac Solstice (2005-2010). Clone du Saturn Sky, de l'Opel GT et de la Daewoo G2X.

## Quelques modèles prestigieux
- Pontiac Trans Am modèle 1982, utilisé pour la série télévisée K 2000
- Pontiac GTO The Judge, modèle 1968
- Pontiac Firebird Trans Am 1969 : premier modèle de la Trans Am basé sur la Firebird de première génération. Produit à seulement 689 exemplaires, dont huit cabriolets. Prix actuel oscillant entre 100 000 et 400 000 dollars.
- Pontiac Banshee Prototype de 1964 qui inspira la Firebird de 1967, et qui était supposé être une alternative à la Chevrolet Corvette. Il était en vente récemment pour la somme astronomique de 1 250 000 dollars.

## Galerie

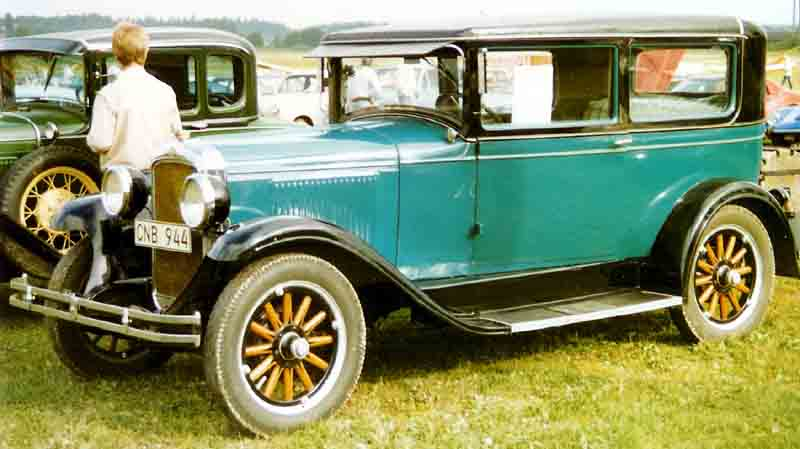
Pontiac New Series 6-28 8240 2-Door Sedan 1928.
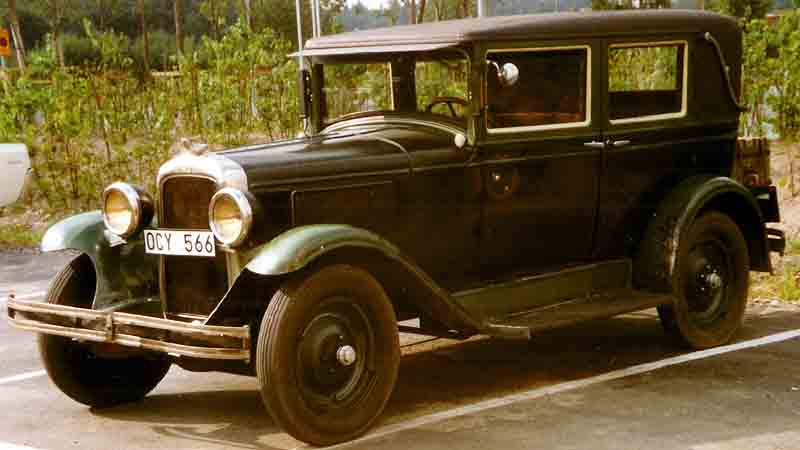
Pontiac New Series 6-28 8230 4-Door Sport Sedan 1928.
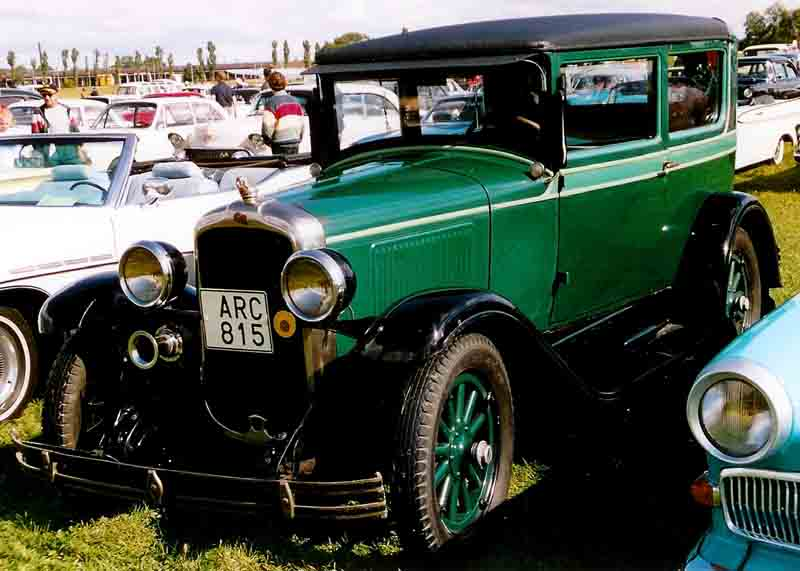
Pontiac New Series 6-28 8240 2-Door Sedan 1928.
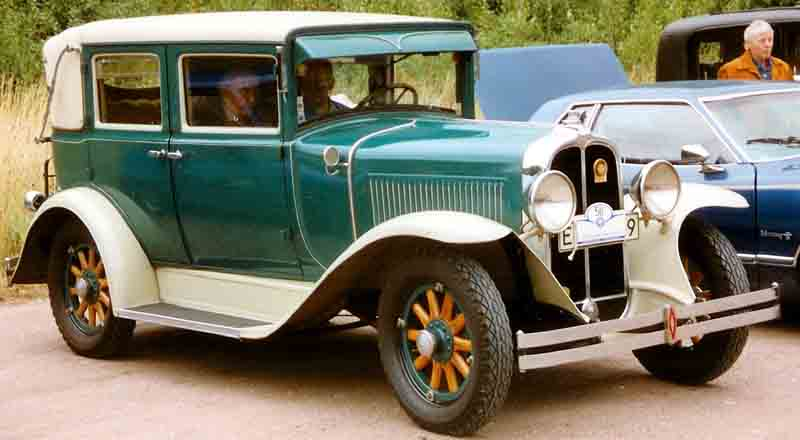
Pontiac Big Six Series 6-29 8930 4-Door Landaulette 1929.
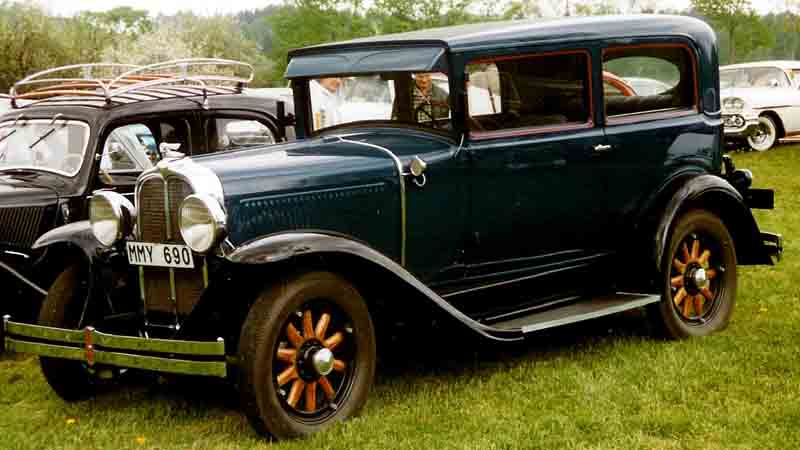
Pontiac Big Six Series 6-29 8940 2-Door Sedan 1929.
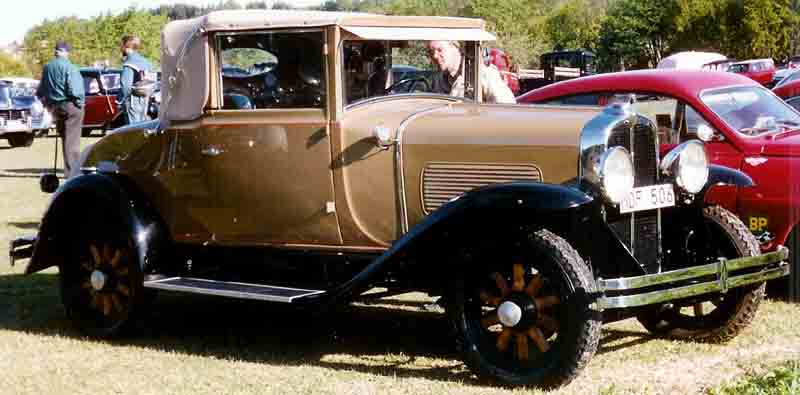
Pontiac Big Six Series 6-29 8960 Convertible Coupé 1929.
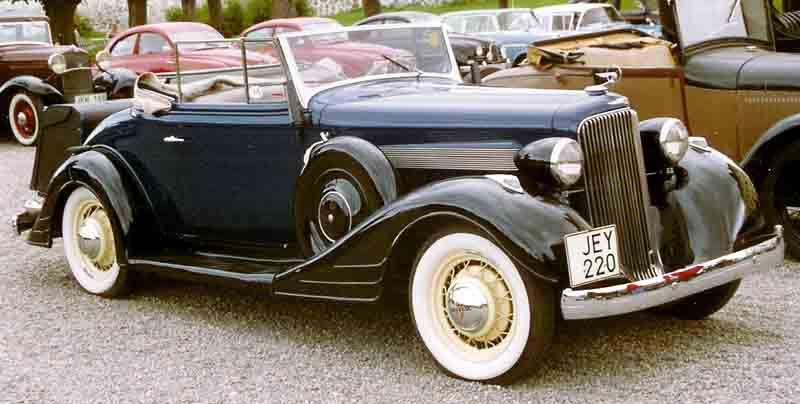
Pontiac Series 603 34318 Convertible Coupé 1934.
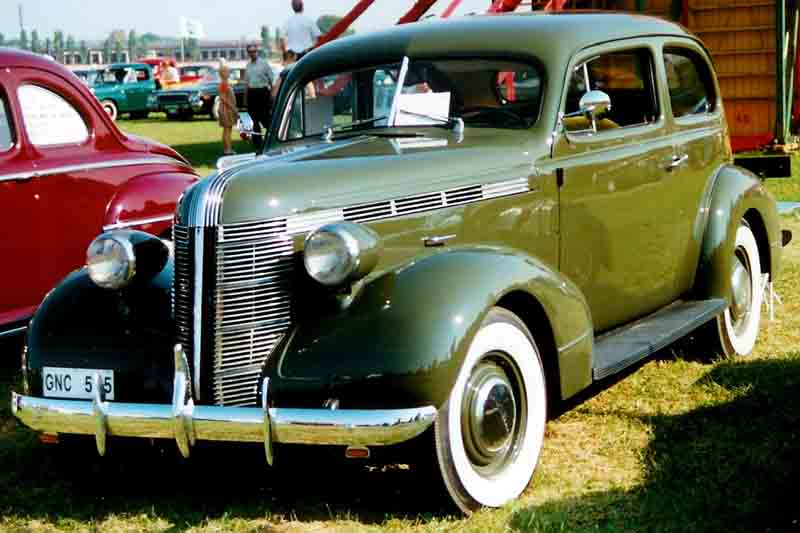
Pontiac De Luxe Series 26 2611 2-Door Touring Coach 1937.
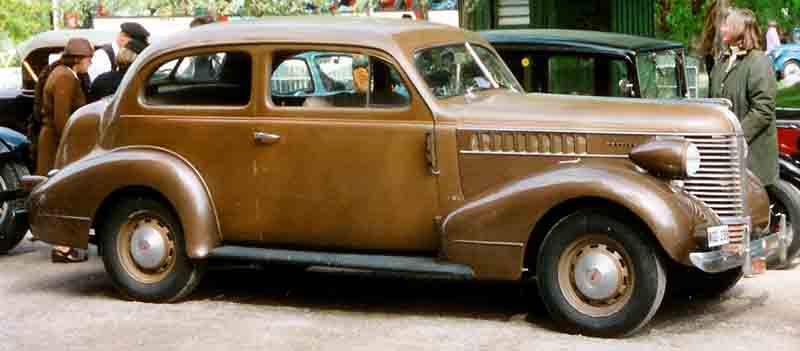
Pontiac De Luxe Series 28 2811 2-Door Touring Sedan 1938.
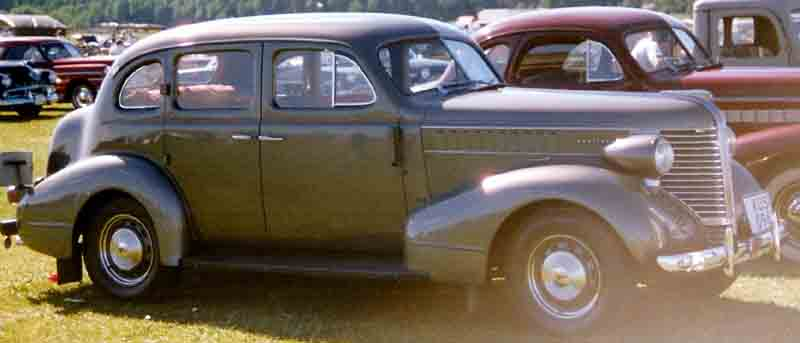
Pontiac Six 4-Door Touring Sedan 1938.
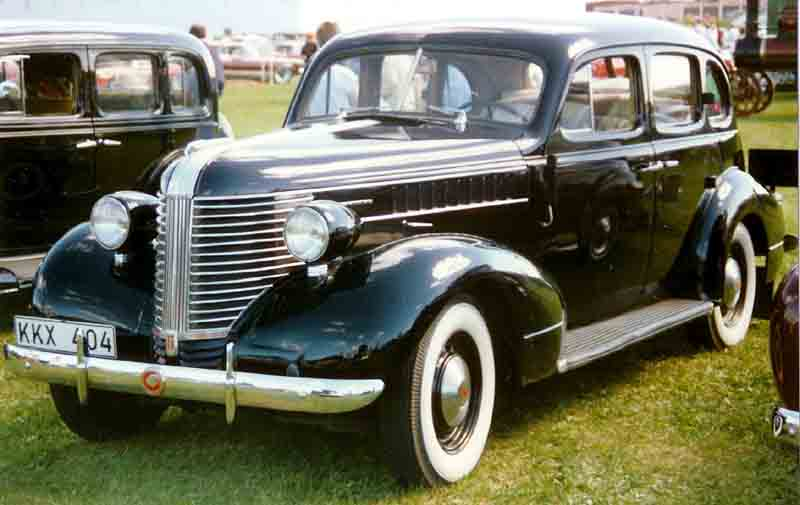
Pontiac Six 4-Door Touring Sedan 1938.
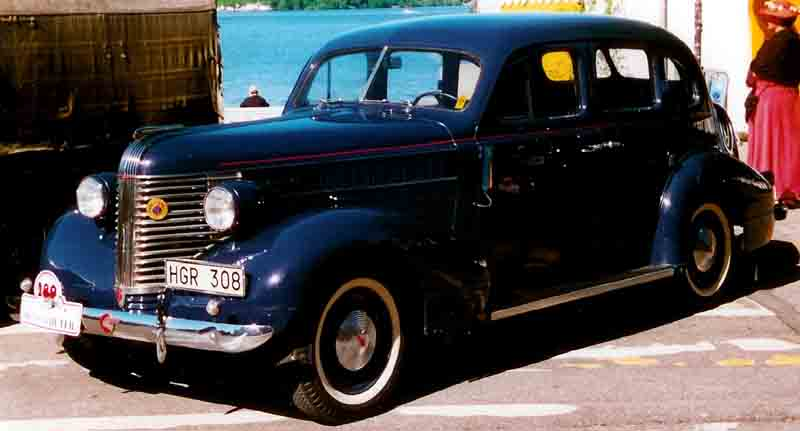
Pontiac Six 4-Door Touring Sedan 1938.
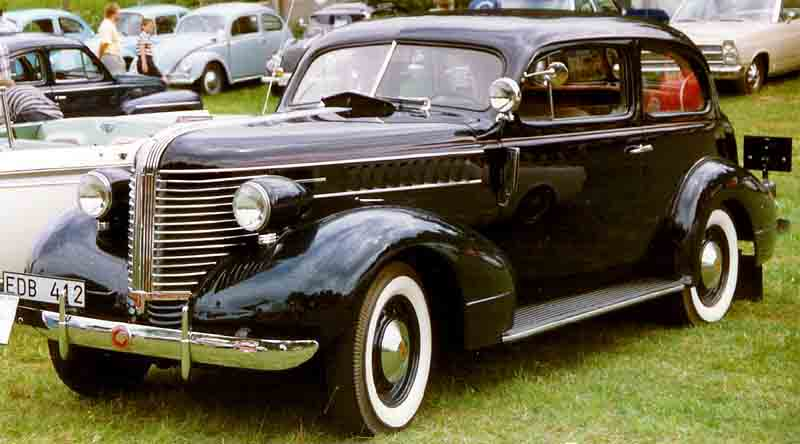
Pontiac Six 2-Door Touring Sedan 1938.
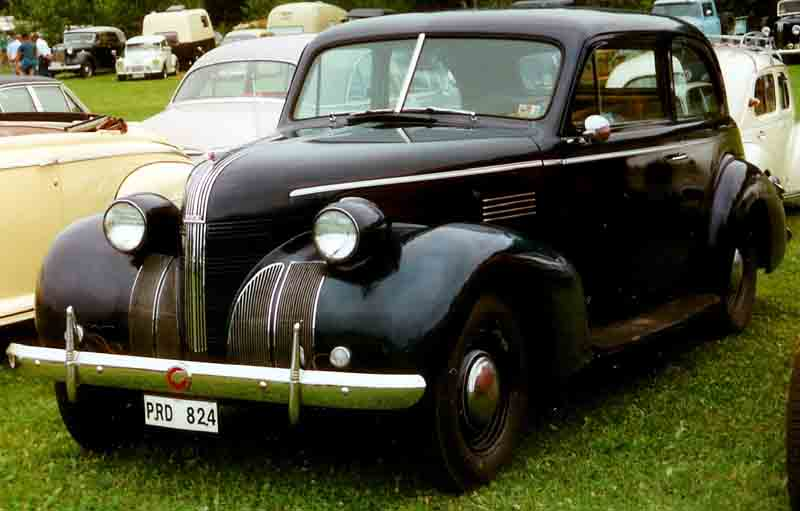
Pontiac 2-Door Sedan 1939.
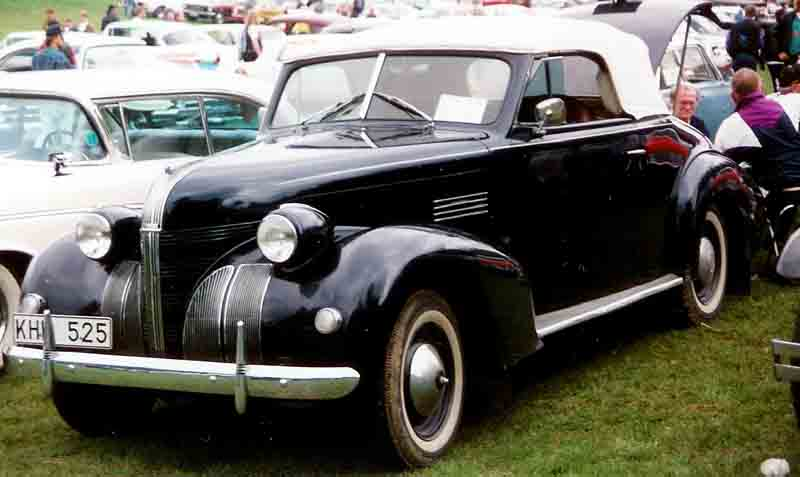
Pontiac De Luxe Convertible Coupé 1939.
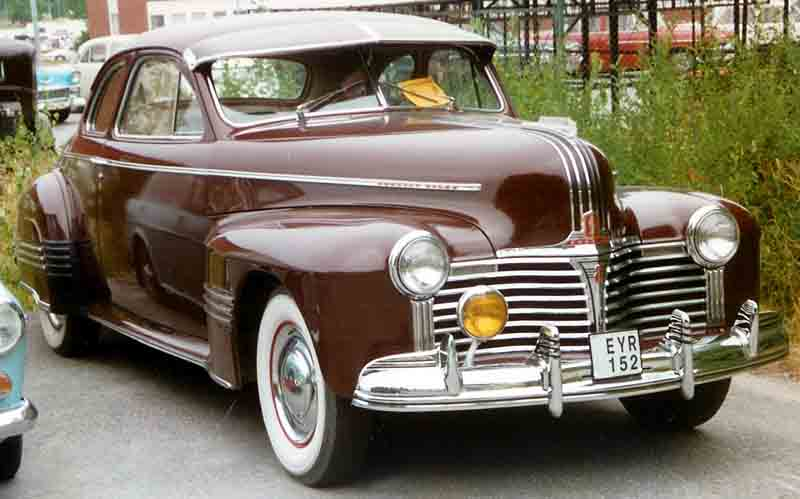
Pontiac Custom Torpedo Eight JC Line Series 2927 Sedan Coupé 1941.
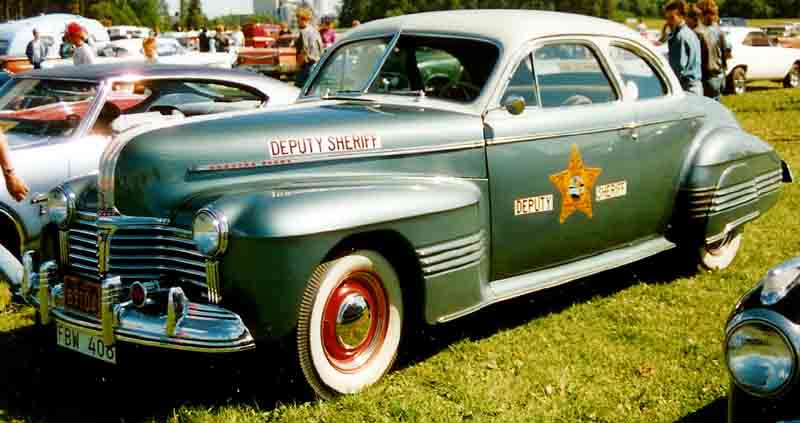
Pontiac Torpedo Coupé 1941.
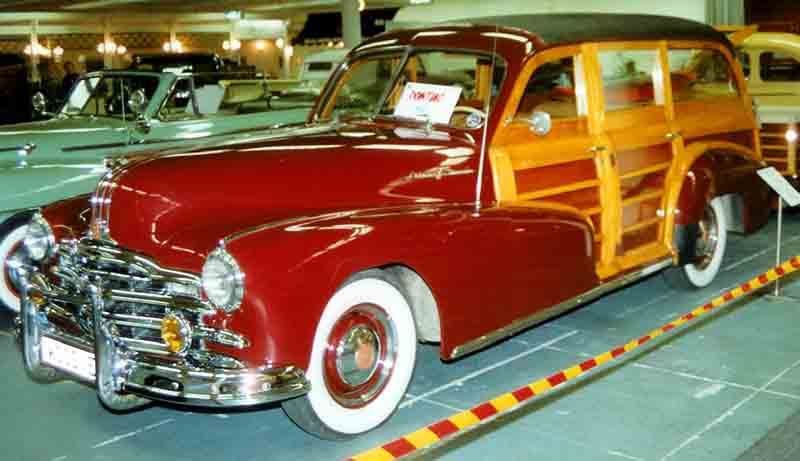
Pontiac Station Wagon 1948.
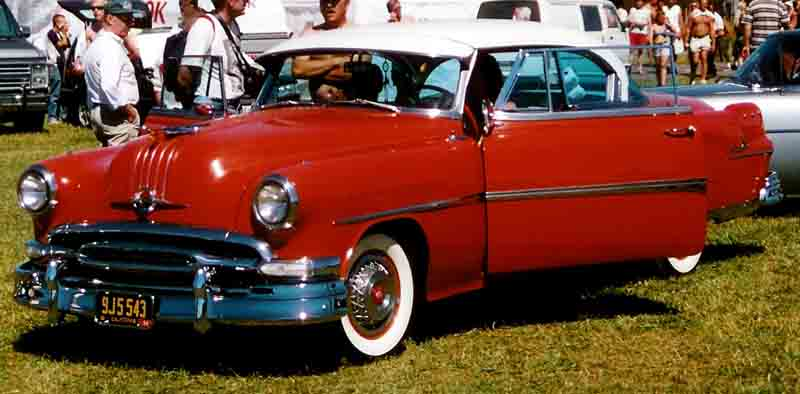
Pontiac Star Chief 1954.
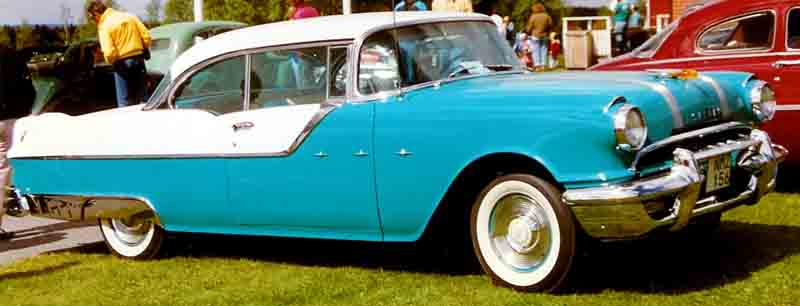
Pontiac Star Chief 1955.
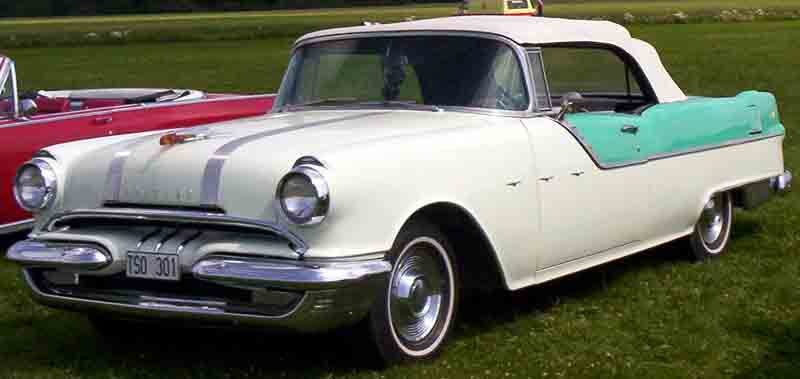
Pontiac Convertible 1955.
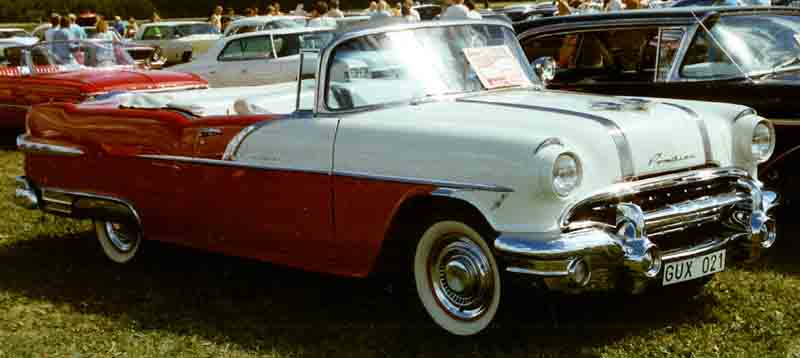
Pontiac Laurentian Convertible 1956.
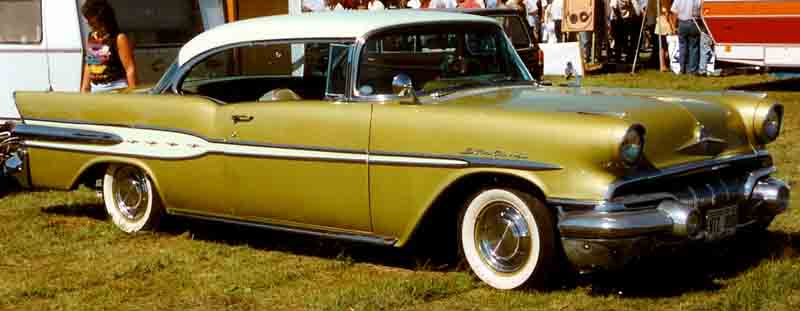
Pontiac Star Chief 1957.
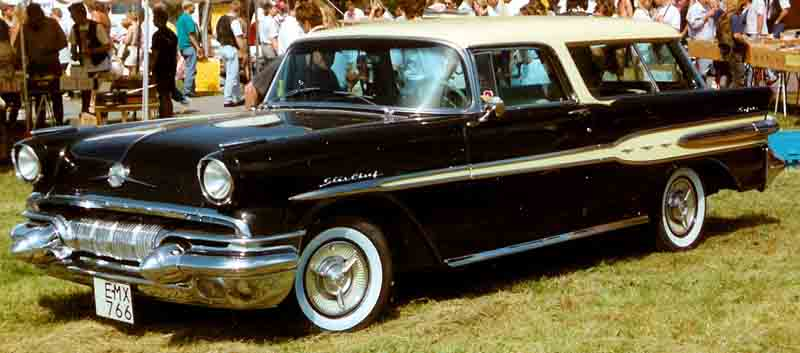
Pontiac Star Chief 1957.
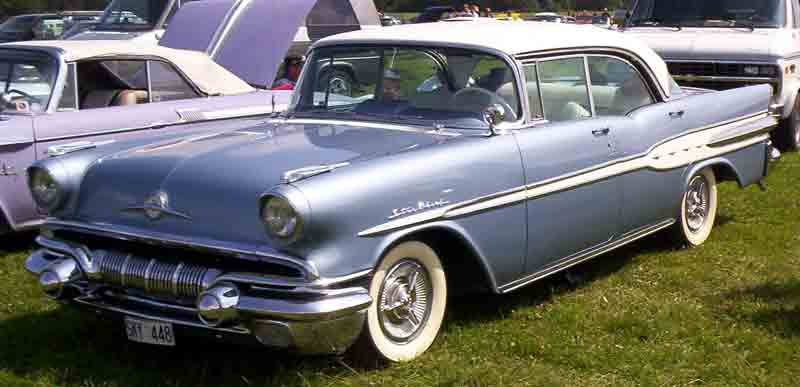
Pontiac Star Chief 4-Door 1957.
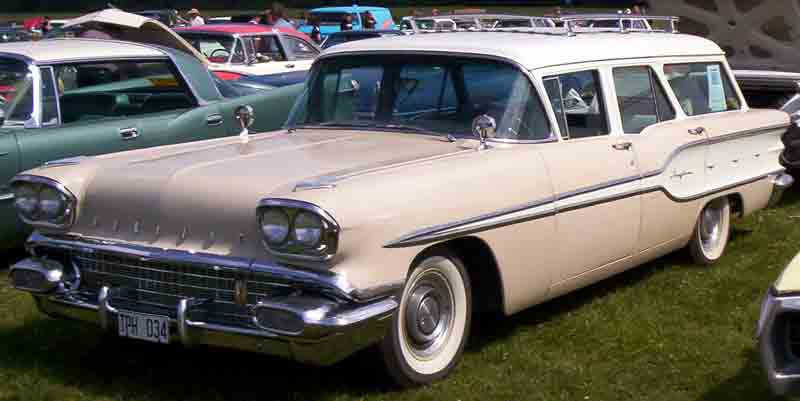
Pontiac Chieftain Safari 1958.
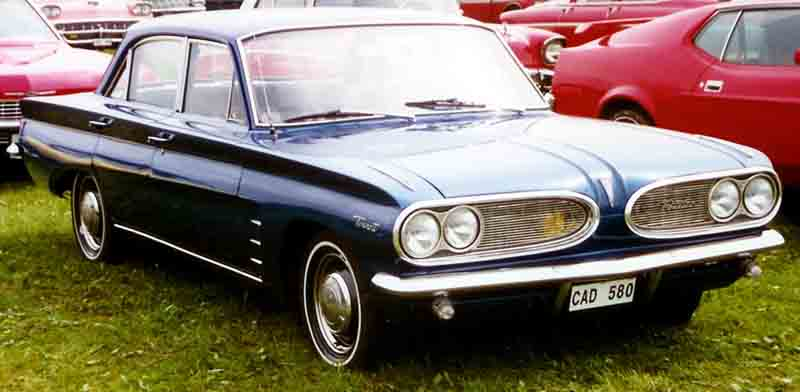
Pontiac 2119 Tempest 1961.

## Cinéma
- Dans le film Retour vers le futur, on peut voir, en 2015, un concessionnaire Pontiac. C'est un anachronisme puisque la marque a fermé en 2009. Il est compréhensible qu'en 1989 (lorsque le film a été tourné) les réalisateurs n'aient pas prévu que Pontiac n'existerait plus 26 ans plus tard.
- Dans la série télévisée K 2000, c'est une Pontiac Trans Am modèle 1982 qui apparaît.
- Dans la série Breaking Bad, le personnage principal Walter White (joué par Bryan Cranston) roule en Pontiac Aztek.
- Dans la série télévisée Brooklyn Nine-Nine, un criminel récurrent et pire ennemi de Jake Peralta, est appelé le Voleur de Pontiac. Il est interprété par l'acteur Craig Robinson.
- Dans le film Transformers de 2007, un Transformer nommé Jazz se transforme en Pontiac Solstice.